# Peter Slattery
Peter John Slattery (Brisbane, 6 giugno 1965) è un ex rugbista a 15 australiano, mediano di mischia, campione del mondo nel 1991 con gli Wallabies.

## Biografia
Esordiente a 20 anni nella selezione del Queensland, Slattery fu per anni chiuso nel ruolo in Nazionale da Nick Farr-Jones.
Fu solo nel 1990, a 25 anni, che Slattery, dopo numerose convocazioni, esordì negli Wallabies, in un test match a Brisbane contro gli Stati Uniti.
Fece poi parte della selezione che vinse la Coppa del Mondo di rugby 1991 in Inghilterra, e nel 1992 divenne capitano del Queensland.
Presente anche alla Coppa del Mondo di rugby 1995 in Sudafrica, dove l'Australia uscì ai quarti di finale, disputò durante tale torneo il suo ultimo incontro internazionale; al ritiro dall'attività agonistica aveva rappresentato il suo Paese per 17 volte e il Queensland per 109.
Da dopo il ritiro Slattery si è dedicato alla sua attività, non mancando di dare vita a iniziative sportive, la più recente delle quali è l'organizzazione di un torneo internazionale di rugby a 7 a Noosa, nei pressi di Brisbane.

## Palmarès
- Coppe del mondo: 1
Australia: 1991